# Стровня
Стровня — исчезнувший посёлок в Рогнединском районе Брянской области России. Входил в состав Селиловичского сельского поселения. Упразднён в 2006 году.

## География
посёлок располагался на левом берегу ручья Стровня (приток реки Каменка), на расстоянии приблизительно 5 км на юго-восток по прямой от деревни Новое Хотмирово.

## История
Упразднён законом от 29 декабря 2006 года № 128-З как фактически не существующий в связи с переселением всех жителей на постоянное место жительства в другие населенные пункты.

## Население
Согласно результатам переписи 2002 года, в национальной структуре населения русские составляли 100 % из 1 человека.